# NGC 2373
NGC 2373 è una galassia a spirale situata nella costellazione dei Gemelli, a una distanza di circa 381 milioni di anni luce dalla nostra Via Lattea.

## Scoperta
La galassia è stata scoperta il 20 febbraio 1849 dall'astronomo irlandese George Johnstone Stoney.

## Descrizione
NGC 2373 presenta una larga riga a 21 cm dell'idrogeno neutro.